# Lac Magnan
Lac Magnan är en sjö i Kanada.   Den ligger i provinsen Québec, i den sydöstra delen av landet, 400 km norr om huvudstaden Ottawa. Lac Magnan ligger 400 meter över havet.
Trakten runt Lac Magnan är nära nog obefolkad, med mindre än två invånare per kvadratkilometer.